# آرمن گریگوریان (نوازنده دودوک)
آرمن واغیناکی گریگوریان (ارمنی: Արմեն Վաղինակի Գրիգորյան؛  زادهٔ ۱۹ مهٔ ۱۹۷۱) نوازنده دودوک اهل ارمنستان است.

## زندگی‌نامه
وی در ۱۹ مه ۱۹۷۱ در ایروان به دنیا آمد و از کنسرواتوار دولتی کومیتاس ایروان فارغ‌التحصیل گشت. همچنین برندهٔ جوایزی همچون هنرمند افتخاری جمهوری ارمنستان شده‌است.